# Filipo (prefeito pretoriano)
Flávio Filipo (em latim: Flavius Philippus; fl. anos 340 - anos 350) foi oficial do Império Romano sob o imperador Constâncio II (r. 337–361). Tornou-se prefeito pretoriano do Oriente e cônsul, e esteve envolvido em alguns dos principais eventos do reinado de Constâncio, como a execução do bispo Paulo I e a embaixada ao usurpador Magnêncio (r. 350–353).

## Biografia

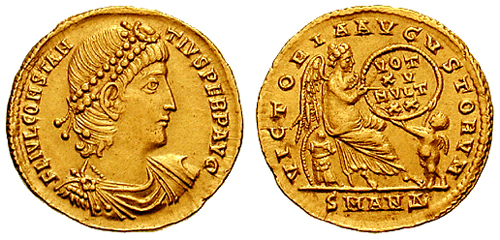
Soldo do imperador Constâncio II r.

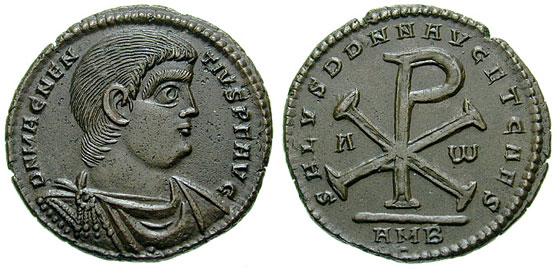
Centenional duplo do usurpador Magnêncio r.

Flávio Filipo era de origem humilde, filho de um fabricante de salsicha, e pai e avo de Simplício e  Antêmio respectivamente, o que lhe fez parente de Antêmio (r. 467–472), futuro imperador do Ocidente. Filipo subiu de nível social tornando-se notário quando aprendeu taquigrafia. Em 346, tornou-se prefeito pretoriano do Oriente sob o imperador Constâncio II, supostamente devido a influência dos eunucos da corte; foi assessorado por um oficial chamado Quirino. Nesta posição, deportou para Tessalônica o bispo Paulo I de Constantinopla e instalou o ariano Macedônio I. Em 348, durante uma viagem de inspeção, foi à Bitínia. Neste mesmo ano obteve o consulado. Em 350, quando mencionado como ainda exercendo a função, fez Paulo ser executado em Cucuso, na Armênia.
Em 351, quando Constâncio enfrentava a rebelião do usurpador Magnêncio (r. 350–353), Filipo foi enviado para o acampamento rebelde, formalmente, para negociar a paz, mas na verdade para descobrir a prontidão militar do inimigo. Filipo dirigiu-se ao exército rebelde, acusando-o de ingratidão para com a dinastia constantiniana, e, propondo a Magnêncio deixar a Itália e manter apenas a Gália. Após Magnêncio tentar conquistar Síscia, Filipo foi mantido prisioneiro pelo usurpador. Antes do final de 351, pensando que Filipo havia desertado, Constâncio o fez cair em desgraça e ele morreu no mesmo ano, ainda sob custódia de Magnêncio. Quando o imperador solve a verdade, de modo a restaurar sua memória, fez erigir estátuas em várias cidades imperiais.